# Železniční trať Vachdat–Jovon
Železniční trať Vachdat–Jovon (rusky Железная дорога Вахдат-Ёвон, tádžicky Роҳи оҳани Ваҳдат-Ёвон) je jednou z hlavních železničních tratí v Tádžikistánu. Délka trati činí 40,7 km.

## Vedení trati
Trať probíhá severo-jižním směrem. Překonává velmi náročný terén pohoří s několika horskými hřebeny, které dosahují výšky 1300 metrů. Na svém severním konci ve Vachdatu trať překonává řeku Iljak a vstupuje do horského terénu údolím potoka. U obce Sultonobod se stáčí na jih a další vrcholky překonává tunelem o délce cca dvou kilometrů. Poté trať pokračuje po vrstevnici náročného horského terénu a klesá přibližně z 1150 metrů nadmořské výšky až k 700 metrům v Jovonu, kde se napojuje na starší trať, směřující do jižních částí Tádžikistánu a k uzbecké hranici.
Na trati se nachází celkem tři tunely a pět mostů.

## Historie
Železniční síť Tádžikistánu byla budována v období existence Sovětského svazu bez ohledu na existence hranic jednotlivých republik. Díky tomu tak Tádžikistán neměl vlastní souvislou síť; jižní část země (okolí města Bochtar) byla spojena s republikovou metropolí Dušanbe přes uzbecký Termez. Spory mezi oběma zeměmi v 90. letech 20. století nicméně paralyzovaly tádžickou železniční dopravu, neboť pro spojení mezi oběma městy nebylo kvůli blokádě pro Tádžikistán možné využívat jako peážní uzbeckou část trati.
Proto padlo rozhodnutí vystavět trať novou. Výstavba byla zahájena v březnu 2009 a trvala sedm let. Původní předpoklad byl nicméně trať dokončit v roce 2014. Celý úsek byl dokončen v srpnu 2016. Financování zajistila čínská banka Eximbank. Na stavbě se podíleli kromě místních i čínští dělníci a vznikla zde mobilní cementárna. Slavnostní otevření se konalo v souvislosti s 25. výročím nezávislosti země. V únoru 2017 po trati projel první vlak. Díky tomu bylo možné zajistit z Dušanbe spojení nejen s jižní částí země ale i s afghánskou. hranicí. Předpokládá se, že trať bude mít hlavní význam především pro hospodářský rozvoj jižní části země, a to z hlediska nákladní dopravy.

## Stanice
- Vachdat
- Bustan
- Bachor
- Jovon